# Emigración peruana
La emigración peruana es un fenómeno migratorio humano que afecta a miles de peruanos desde inicios del siglo XX.
En el periodo 1990-2017, el número de peruanos que salieron del país y no han retornado totalizó 3 089 123 y actualmente representa más del 10 % de los peruanos que se encuentran residiendo fuera de sus fronteras geográficas, también en el periodo 2000–2017, los peruanos que retornaron al Perú totalizaron 313 708. En promedio, anualmente retornaron al país 17 400 peruanos, luego de residir más de un año en el exterior.
Este movimiento migratorio se ha visto acentuado a partir del año 2000, la cifra oficial de emigrantes peruanos es de 2 444 634 (dos millones cuatrocientos cuarenta y cuatro mil seiscientos treinta y cuatro) no considerando la población descendiente ni la población flotante ilegal que esencialmente se encuentra en países limítrofes. El último informe de perfil migratorio del Perú publicado este 2012.
En la publicación se estima que existe un total de 3.5 millones de peruanos que emigraron fuera del país desde 1935 al 2011, de los cuales 2.4 millones lo hicieron en los últimos veintidós años (1980-2012) por causas económicas, demográficas y sociales. Aparentemente,la mayoría de  peruanos que ha emigrado a Europa o USA ha sido por considerar al país al que emigraron, con una mejor calidad de vida y ganancia económica.
Aunque, entre el año 2000 y 2007 el crecimiento promedio del PBI ha sido de 5,1 %, la inflación ha sido en promedio 2.3 % y la deuda del sector público se ha reducido del 45.7 % del PBI en el año 2000 a 29.1 % del PBI en 2007. Un 39,3 % de la población se encontraba en esta situación, y fue solamente en los últimos años que se marcó un descenso en la pobreza, llegando esta a un 27.8 % en 2012.

## Historia
El fenómeno de la migración de peruanos al exterior ha seguido una marcada tendencia alcista particularmente en los últimos 25 años. Partiendo de la definición de que en el caso peruano un emigrante es aquel que deja el país por más de 6 meses, en 1980 se calculaba que la población peruana en el exterior era de 500 000 personas. Según Altamirano, a inicios de los años noventa del siglo XX esta cifra se elevó a un millón de personas y, según cálculos oficiales, se estima que cerca de 2.8 millones de peruanos se encontraban residiendo en el exterior desde 1980 hasta 2005, lo que implica un crecimiento de más del 460 % respecto al valor de la década de 1980. La ola migratoria presenciada en el Perú es el resultado de un conjunto de fuerzas tanto sociales como económicas y políticas que se desarrollan de manera paralela a la historia reciente del país. Haciendo un estudio de estas fuerzas, Altamirano sintetiza la historia reciente de las migraciones desde y hacia el Perú en seis fases desde inicios del siglo XX hasta el presente.

### Primera fase (1920-1950)
En esta primera fase el Perú se desenvuelve básicamente como un país receptor de inmigrantes, principalmente provenientes de Europa. En el caso de los migrantes desde el Perú hacia el resto de países, se tienen registros de migraciones muy limitadas y principalmente orientadas hacia las grandes metrópolis de Europa. En este caso, la gran mayoría de emigrantes peruanos pertenecía a la oligarquía comercial, terrateniente e industrial. Para estos grupos sociales, migrar y poder insertarse en las sociedades europeas era señal de prestigio y de poder.

### Segunda fase (1950-1970)
En esta etapa empieza la emigración de ciudadanos peruanos de clase media, medianos empresarios y estudiantes. Estos se dirigen principalmente a los Estados Unidos, puesto que en este país se daba un crecimiento importante en el ámbito económico y poblacional. A pesar de que las emigraciones hacia los países de Europa Occidental seguían estando compuestas en su mayoría por la clase alta limeña, en la década de los 60, se observa un flujo importante de emigrantes peruanos hacia Francia con la finalidad de seguir estudios universitarios. En esta década se experimenta lo que Altamirano nombra “la transición en la migración transnacional”; es decir, el Perú deja de ser un país de inmigrantes y se convierte en uno de emigrantes. Esta tendencia es la que se ha mantenido hasta la actualidad.

### Tercera fase (1970-1980)
Durante esta década, la emigración de estudiantes y trabajadores de clase media se empieza a volver masiva, y los grandes flujos de emigrantes se dirigen principalmente hacia Venezuela y los Estados Unidos y por primera vez hacia Canadá. Se observa, además de la inmigración a los destinos de Europa Occidental tradicionales, un incremento de las emigraciones hacia los países socialistas, migración que poseía un carácter principalmente educativo y cultural.

### Cuarta fase (1980-1990)
Para este periodo, casi todas las clases sociales se encontraban representadas en los flujos migratorios. Por primera vez los países escandinavos recibieron a peruanos, sobre todo trabajadores manuales y refugiados políticos. Asimismo, en la segunda mitad de la década de los 80, Japón empieza a recibir en sus costas a miles de trabajadores peruanos japoneses (Dekasegi). Resulta relevante resaltar que un fenómeno importante presentado en este periodo es la integración de las mujeres al proceso migratorio, la cual se venía gestando desde la década de los 50, muchas de ellas procedentes de pueblos de la sierra peruana.

### Quinta fase (1990-2000)
En esta fase, la emigración termina por convertirse en un fenómeno masivo que abarca prácticamente a todas las clases sociales del Perú. El principal suceso que caracteriza a este periodo es el incremento exponencial en el número de emigrantes que, como se verá posteriormente, se da principalmente con la llegada del siglo XXI. La magnitud de este fenómeno ha logrado ser recogida gracias a las estadísticas elaboradas por la Dirección General de Migraciones y Naturalización del Ministerio del Interior (DIGEMIN), la Organización Internacional para las Migraciones (OIM) y el Instituto Nacional de Estadística (INEI). Estas instituciones vienen elaborando desde el año 1990 una base de datos que permite identificar quiénes han salido del país por cualquiera de los terminales que existen en todo el territorio nacional.

### Sexta fase (2000-actualidad)

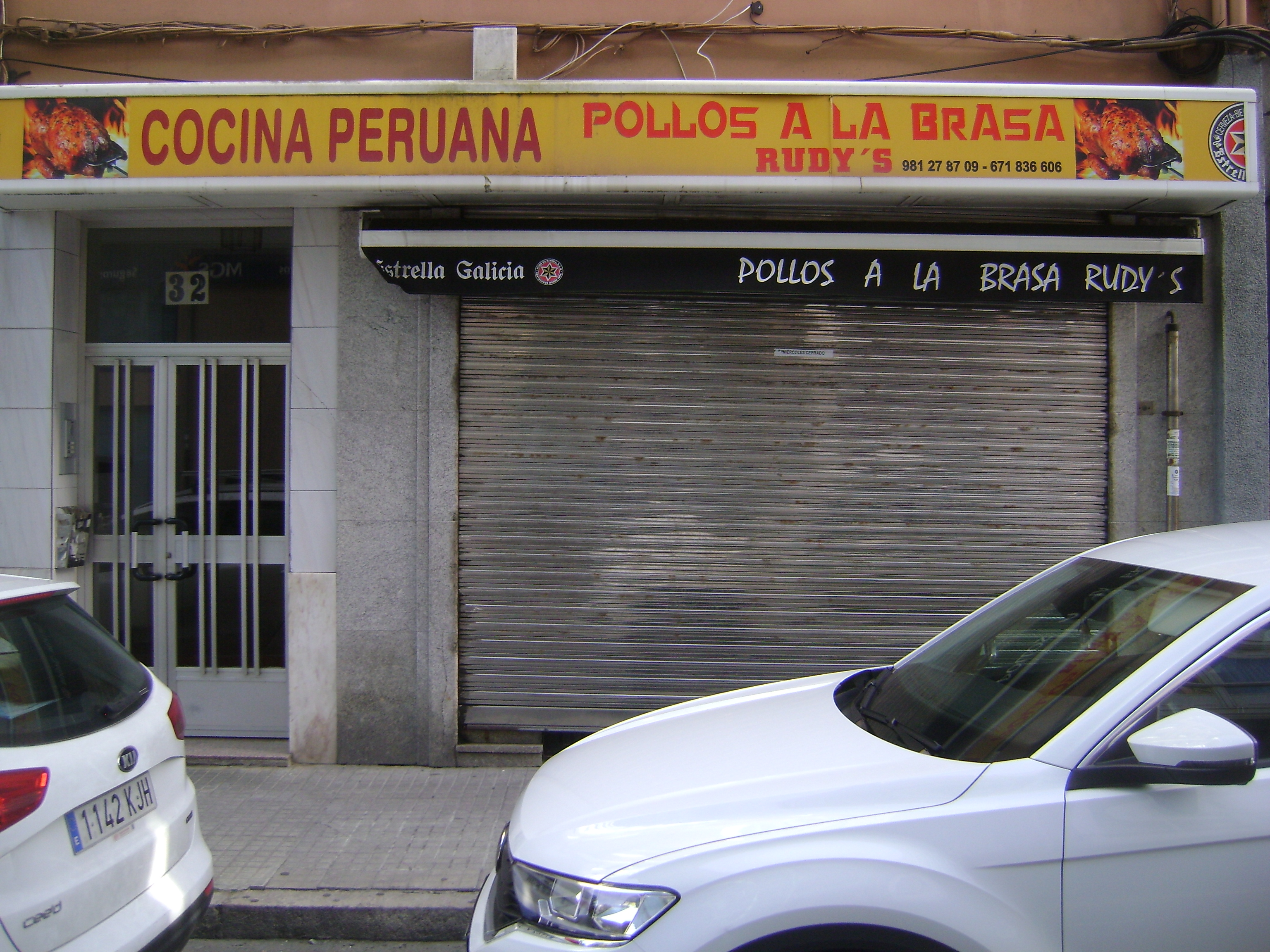
Restaurante peruano en La Coruña, Galicia (España).

Luego del fin del régimen del expresidente Alberto Fujimori y con el gobierno de Alejandro Toledo llegando a su fin se inicia o mejor dicho continúa una etapa de reducción de emigrantes peruanos que en años previos salían en busca de un mejor futuro debido a las crisis que atravesaba el país. Estos cambios en la coyuntura y desarrollo nacional se vieron traducidos en menor tasa de desempleo que desde el 2005 ha caído año tras año y que de estar en 8.8 % en diciembre del 2004 disminuyó a 7.6 % y 7.5 % en diciembre del 2005 y 2006 respectivamente (INEI, Condiciones de Vida, 2008). A diciembre del 2014 la tasa de desempleo fue de 5.6 %. Esto a su vez se tradujo en una reducción sostenida de la pobreza que pasó de 58.5 % en el año 2004, a ubicarse en 27 % en el año 2011.
Esta coyuntura económica y política así como la reducción importante de indicadores que en otros periodos motivaron la emigración como el desempleo y la pobreza ha significado, como se ha mencionado previamente, un menor flujo de emigrantes peruanos que según datos del INEI. La cantidad de emigrantes ha ido disminuyendo en los últimos años, que si bien es cierto ha sido mayor el número año a año, la variación ha sido mínima y ha mantenido un ritmo promedio de crecimiento de 3.2 %, cosa que era impensada en años anteriores. Por otro lado gracias a información del INEI, los países al que los peruanos se han dirigido más han sido países fronterizos, siendo Chile el principal destino con un flujo promedio de 45 % del total de emigrantes en los últimos 7 años, seguido de Bolivia con 12.9 % y Ecuador con 6.3 %. Sin embargo el flujo de peruanos a los principales destinos es en su mayoría por un tema turístico así como por motivos comerciales y de cercanía más no como destinos de residencia como sucedía en periodos anteriores. Otro país que también representa un porcentaje significativo de emigrantes es Estados Unidos que en promedio desde el año 2008 significó el 10.9 % de emigrantes.
Los motivos de viaje declarados por los peruanos al momento de salir del país son variados, pero fue por “turismo” el que por su elevado porcentaje de 7.7 % del total, llama la atención, ya que una cantidad importante de casos podrían indicar, que los peruanos, a pesar de declarar este motivo, permanecen en los países de destino por un periodo de un año o más. Seguido, se observa a los peruanos que declaran salir del país para “residir” en el extranjero con 0,9 %. Por motivo “personal” con un 0.7 %, por “negocios” 0.4 % y “trabajo” con 0.2 %. La población peruana residente en el extranjero está distribuida principalmente en países del continente Americano. El 65.6 % de los peruanos que migraron al extranjero viven en algún país de América (siendo Norteamérica 33.7 % y Sudamérica 30.8 %), un 29.6 % estarían residiendo en Europa, principalmente en los países de España e Italia, que han ganado relevancia migratoria en los últimos años. En tercer lugar y con menor proporción tenemos que el 4,3 % de peruanos han migrado para residir en los países del Asia, predominando Japón. Finalmente, el 0,5 % restante, estarían residiendo sobre todo en el continente de Oceanía y unos pocos en África. Pese a que Chile y Bolivia son los países con mayor cantidad de emigrantes peruanos y como se ha mencionado previamente estos no han sido destino de peruanos para residir. Los países como destino de residencia son Estados Unidos de América con el 31.4 %. En segundo lugar se encuentra España con 15.4 %, seguido de Argentina (14,3 %), Italia (10.2 %), Chile (9,5 %), Japón (4.1 %) y Venezuela (3.7 %); entre los principales países donde se concentra el 88.5 % de los peruanos emigrantes. El resto de países agrupa el 11.5 %.
Por otro lado, en las publicaciones de Migraciones, se observa un continuo descenso de emigrantes peruanos de 2010 a 2013 (aunque ya se observaba su descenso desde años anteriores), de la siguiente manera:
| Año  | Población emigrante |
| ---- | ------------------- |
| 2010 | 293 087             |
| 2011 | 273 630             |
| 2012 | 268 193             |
| 2013 | 220 446             |
| 2014 | 187 367             |
| 2015 | 150 759             |

En los años citados, se registra más entradas que salidas de connacionales desde: Panamá, Colombia y España.
La cifra de peruanos que han dejado el territorio nacional para establecerse de forma temporal o definitiva en otro país ha ido en aumento, desde julio del 2021, coincidiendo con el inicio del mandato del presidente Pedro Castillo. Esto fue incrementando gradualmente en el mandato de su sucesora Dina Boluarte, según ComexPerú.
El principal motivo de la emigración de los peruanos al extranjero es por mejores oportunidades laborales (67 %); de estos, el 36 % lo hace en busca de una mejora económica, el 17 % por contrato de trabajo, y el 13 % por estar desempleado.
Argentina, Bolivia, Brasil, Chile, Colombia, Estados Unidos y España son los países donde los peruanos decidieron buscar mejores oportunidades. También figuran como favoritos Canadá y Francia.

## Migración peruana en el mundo
| Emigración internacional Residentes peruanos por países (2022) | Emigración internacional Residentes peruanos por países (2022) | Emigración internacional Residentes peruanos por países (2022) | Emigración internacional Residentes peruanos por países (2022) |
| Pos                                                            | País                                                           | Peruanos                                                       | Continente                                                     |
| -------------------------------------------------------------- | -------------------------------------------------------------- | -------------------------------------------------------------- | -------------------------------------------------------------- |
| 1                                                              | Estados Unidos                                                 | 751 519                                                        | América                                                        |
| 2                                                              | España                                                         | 265 411                                                        | Europa                                                         |
| 3                                                              | Chile                                                          | 250 908                                                        | América                                                        |
| 4                                                              | Argentina                                                      | 156 251                                                        | América                                                        |
| 5                                                              | Italia                                                         | 127 189                                                        | Europa                                                         |
| 6                                                              | Japón                                                          | 60 065                                                         | Asia                                                           |
| 7                                                              | Canadá                                                         | 34 240                                                         | América                                                        |
| 8                                                              | Francia                                                        | 30 000                                                         | Europa                                                         |
| 9                                                              | Brasil                                                         | 21 794                                                         | América                                                        |
| 10                                                             | Venezuela                                                      | 19 711                                                         | América                                                        |
| 11                                                             | Alemania                                                       | 19 169                                                         | Europa                                                         |
| 12                                                             | Ecuador                                                        | 14 792                                                         | América                                                        |
| 13                                                             | China                                                          | 14 621                                                         | Asia                                                           |
| 14                                                             | Australia                                                      | 13 770                                                         | Oceanía                                                        |
| 15                                                             | Suiza                                                          | 12 493                                                         | Europa                                                         |
| 16                                                             | Bolivia                                                        | 12 317                                                         | América                                                        |
| 17                                                             | México                                                         | 9209                                                           | América                                                        |
| 18                                                             | Suecia                                                         | 8250                                                           | Europa                                                         |
| 19                                                             | Reino Unido                                                    | 7985                                                           | Europa                                                         |
| 20                                                             | Colombia                                                       | 5481                                                           | América                                                        |
| Otros países                                                   | Otros países                                                   | 39 782                                                         | Otros                                                          |
| Total                                                          | Total                                                          | 1 809 385                                                      | Mundo                                                          |

En la publicación se estima que existe un total de 1,7 millones de peruanos que se encuentran fuera de su país. De los más de 3 millones que emigraron hace tres décadas atrás, a causas de las crisis economías y las guerrillas insurgentes. De este total, más del 70 % de los peruanos ha emigrado en busca de mejoras económicas. El estudio indica los emigrantes peruanos se encuentran viviendo en siete países de mayor presencia: Estados Unidos 50 %; Chile 21 %; Argentina 10 %; España 9 %; Italia 4.1 %; Japón 2.3 %; Venezuela 2.1 %; y otros 3.3 %.
Destaca también que el 75 % de emigrantes peruanos tiene entre 19 y 49 años, con una ligera mayoría de mujeres. Asimismo, señala que en su mayor parte, la emigración peruana es una migración de carácter laboral, contando con un 15 % de emigrantes peruanos científicos, profesionales y técnicos.

## África
La población peruana en África es muy pequeña en comparación con la inmigración en Europa y América: según los últimos datos, de 2020, en África hay un total de 312 peruanos. El país con mayor cantidad de peruanos en esa parte del mundo es Sudáfrica, con 121. Asimismo, hay 34 en Egipto, 34 en Marruecos, 29 en Zambia, 19 en Angola, 12 en Mozambique, 11 en Argelia, 9 en Túnez, 7 en Cabo Verde, 6 en Mauricio y 5 en Guinea Ecuatorial.
Del total de la población que se encuentra en el continente africano, las mujeres representan el 54.8 % y los hombres el 45.2 %.
Dicha población peruana en África presenta un incremento del 23.3 % respecto a los datos de 2016.

## Oceanía
Los peruanos que viven en Oceanía están muy presentes: según los últimos datos, la mayoría se encuentra en Australia, donde hay 13 770, seguido por Nueva Zelanda, con 480 y, por último, Papúa Nueva Guinea, con al menos 2 peruanos; se estima que otros 5 peruanos se encuentran distribuidos por los demás países de Oceanía.